# Parque nacional de Mahavir Harina Vanasthali
El parque nacional de Mahavir Harina Vanasthali es un parque nacional de cérvidos localizado en Vanasthalipuram, Hyderabad, capital compartida de los estados indios de Andhra Pradesh y Telangana. Se extiende por una superficie de 14,59 kilómetros cuadrados. Es el espacio verde más grande en la ciudad de Hyderabad.
El parque fue llamado así en 1975 en honor a Majavirá (549-477 a. C.), el santo iniciador del yainismo, en la conmemoración de los 2500 años de su nacimiento (que sus seguidores creen que fue en el 525 a. C.).
El lugar donde el parque está localizado era antes una tierra de caza privada para los Nizam, antiguos soberanos de Hyderabad. 

## Información para los turistas
El parque está localizado en las afueras de Hyderabad, sobre el camino Hyderabad—Vijayawada. Es fácilmente accesible desde la ciudad. El parque es mantenido por el Departamento Forestal. Los visitantes pueden tomar un paseo por el parque dentro de una furgoneta y ponerse bastante cerca de los blackbucks. 
Por una pequeña cantidad de dinero se puede acceder a una furgoneta o coche. Los visitantes también pueden subir a una torre y observar a los animales. El horario de apertura es de 9.00 a 17.30 diariamente (todos los días) excepto el lunes. El safari empieza a las 9.30 y termina a las 17.00 h.

## Flora
- Bosques caducifolios secos mixtos con jungla y praderas de matorral.
- Sándalo, palisandro, Albizia, acacias, teca.
- El terreno varía de lo montañoso a lo ondulado.

## Fauna
En este parque fueron instalados una especie de ciervos, para conservar esta herencia preciosa y rehabilitarla.
Entre los animales que viven en este parque nacional incluyen unos cien sasines (el animal estatal de Andhra Pradesh), puerco espines. Entre otros mamíferos, hay panteras, chitales, jabalíes, civetas y pavos reales.
Hay 30 especies de reptiles, entre ellos, un lagarto de la especie Varanus salvator, y más de 120 especies de aves, entre ellas, culebrera europea, garcilla hindú, martín pescador y cormoranes.

## Galería de imágenes

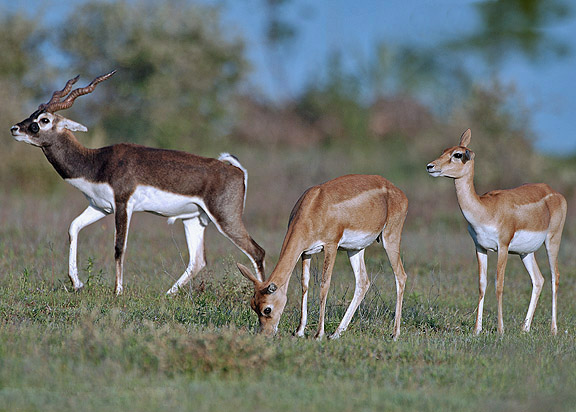
Sasín
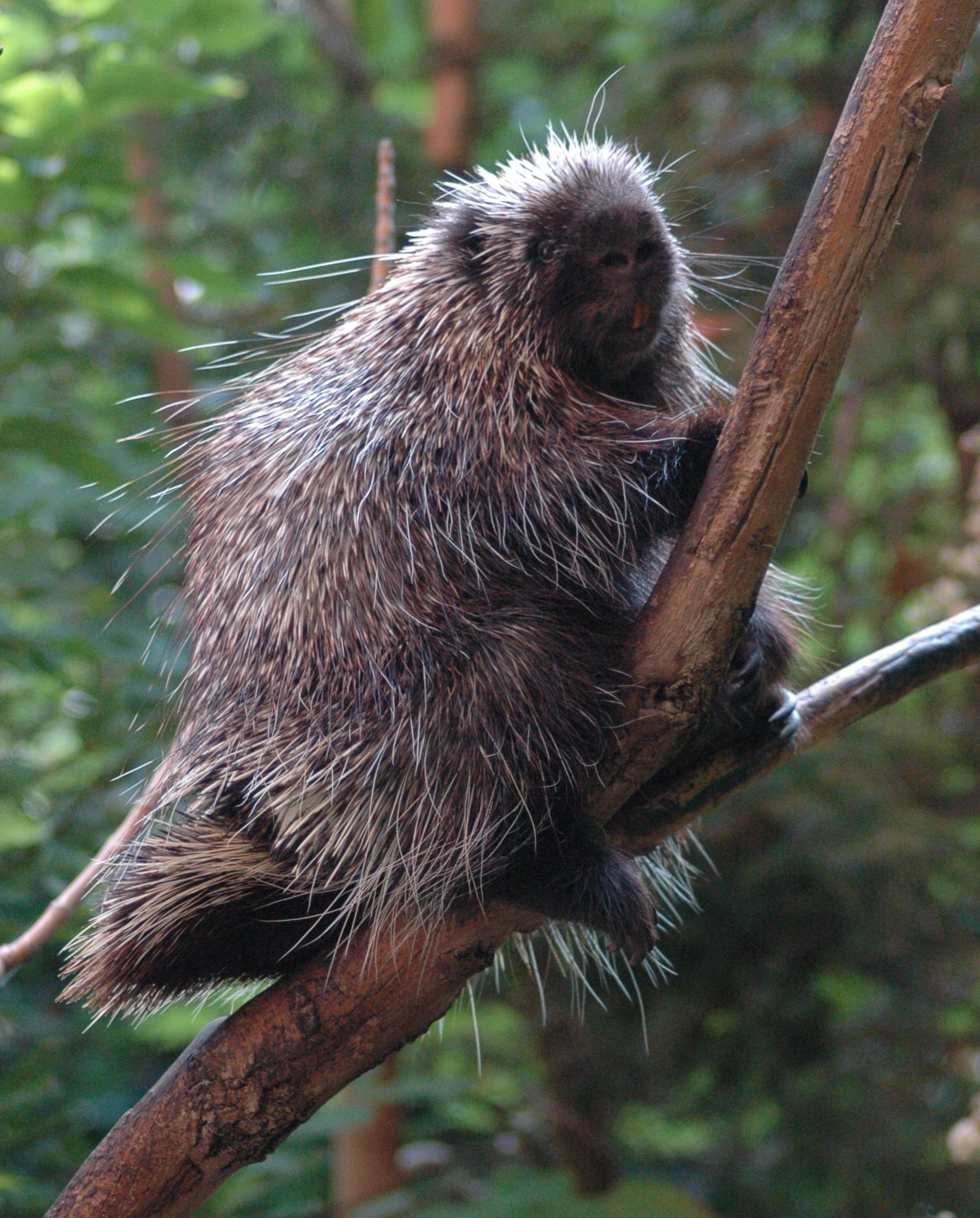
Puerco espín
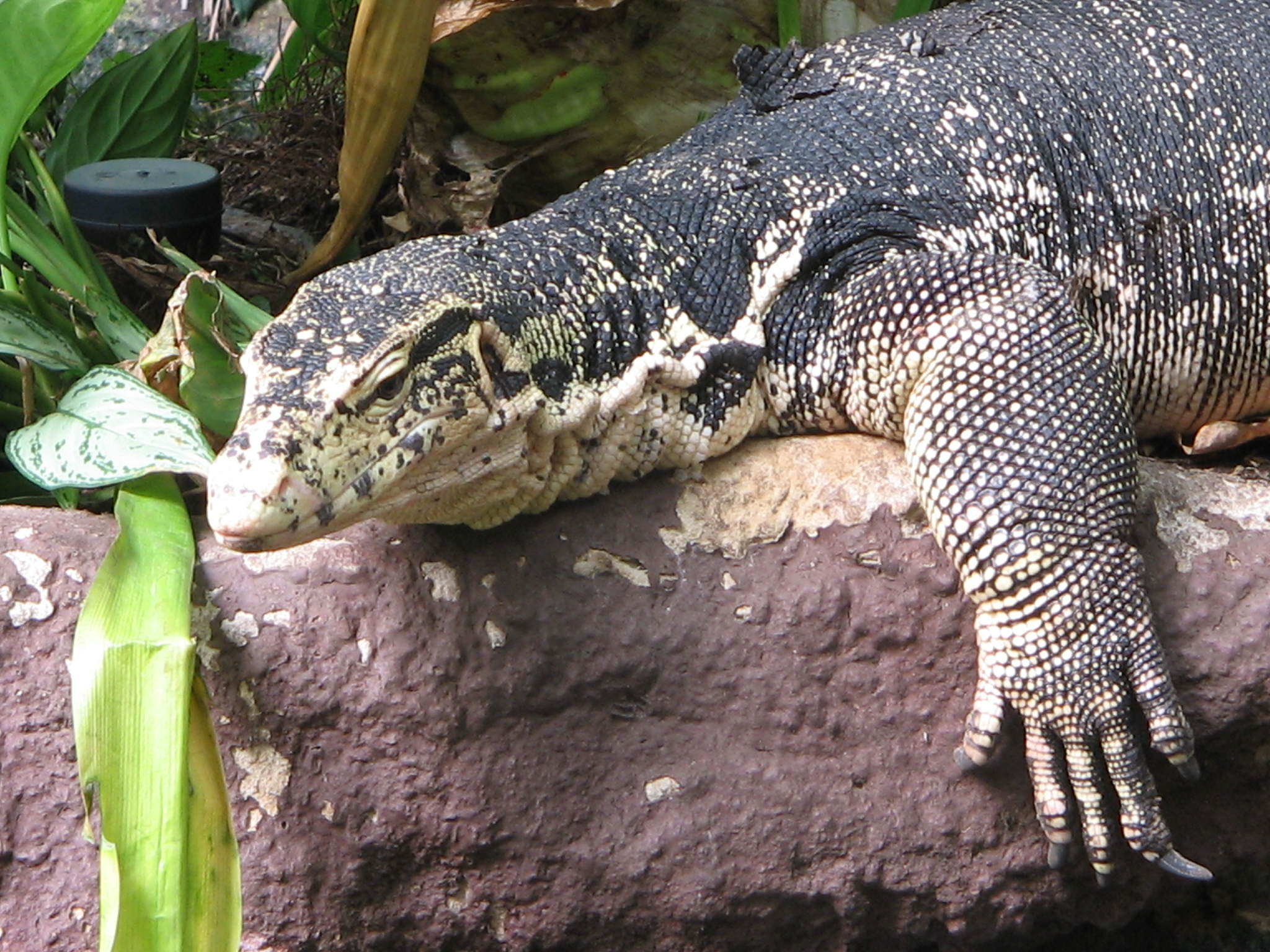
Lagarto
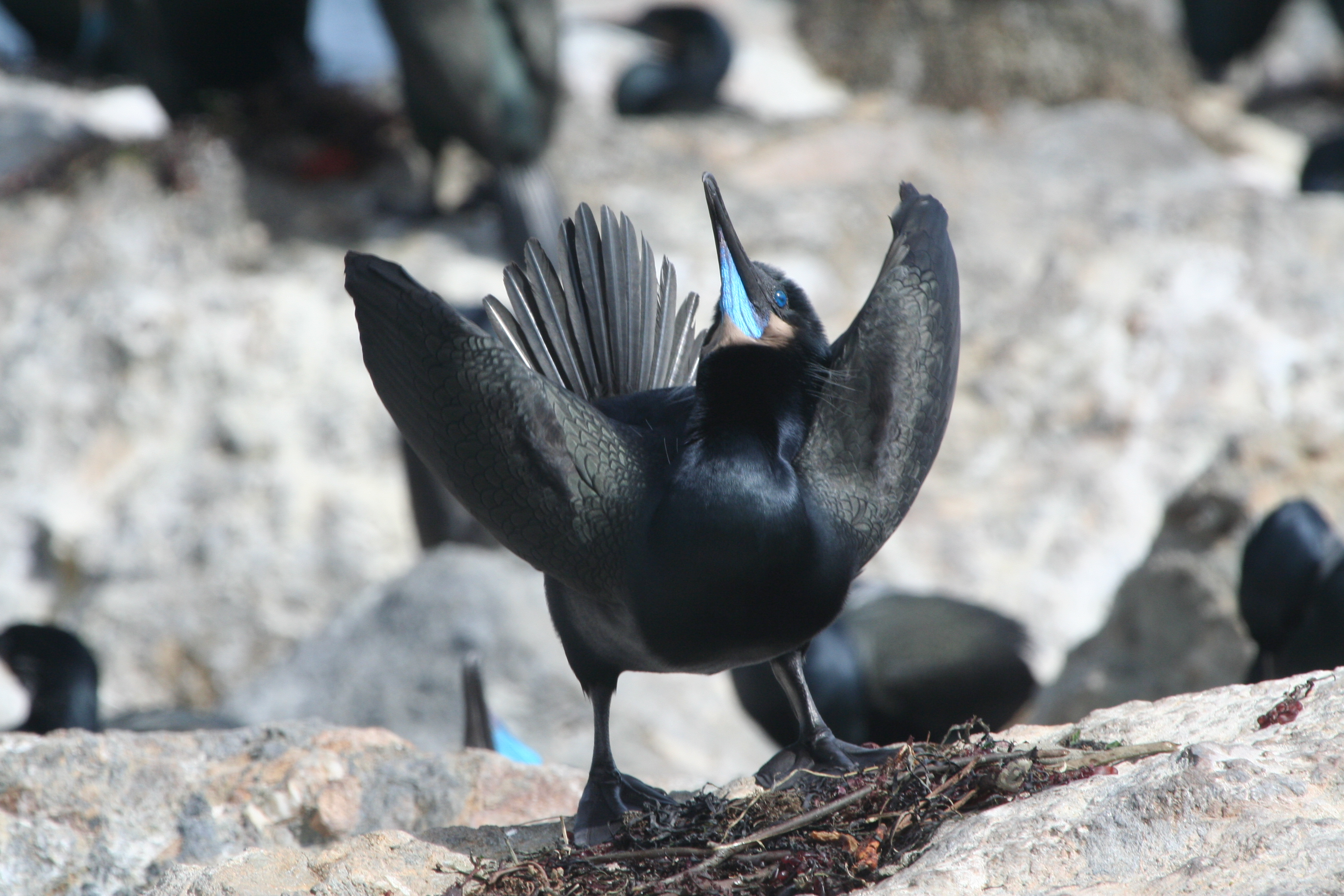
Cormorán